# Don Whittington

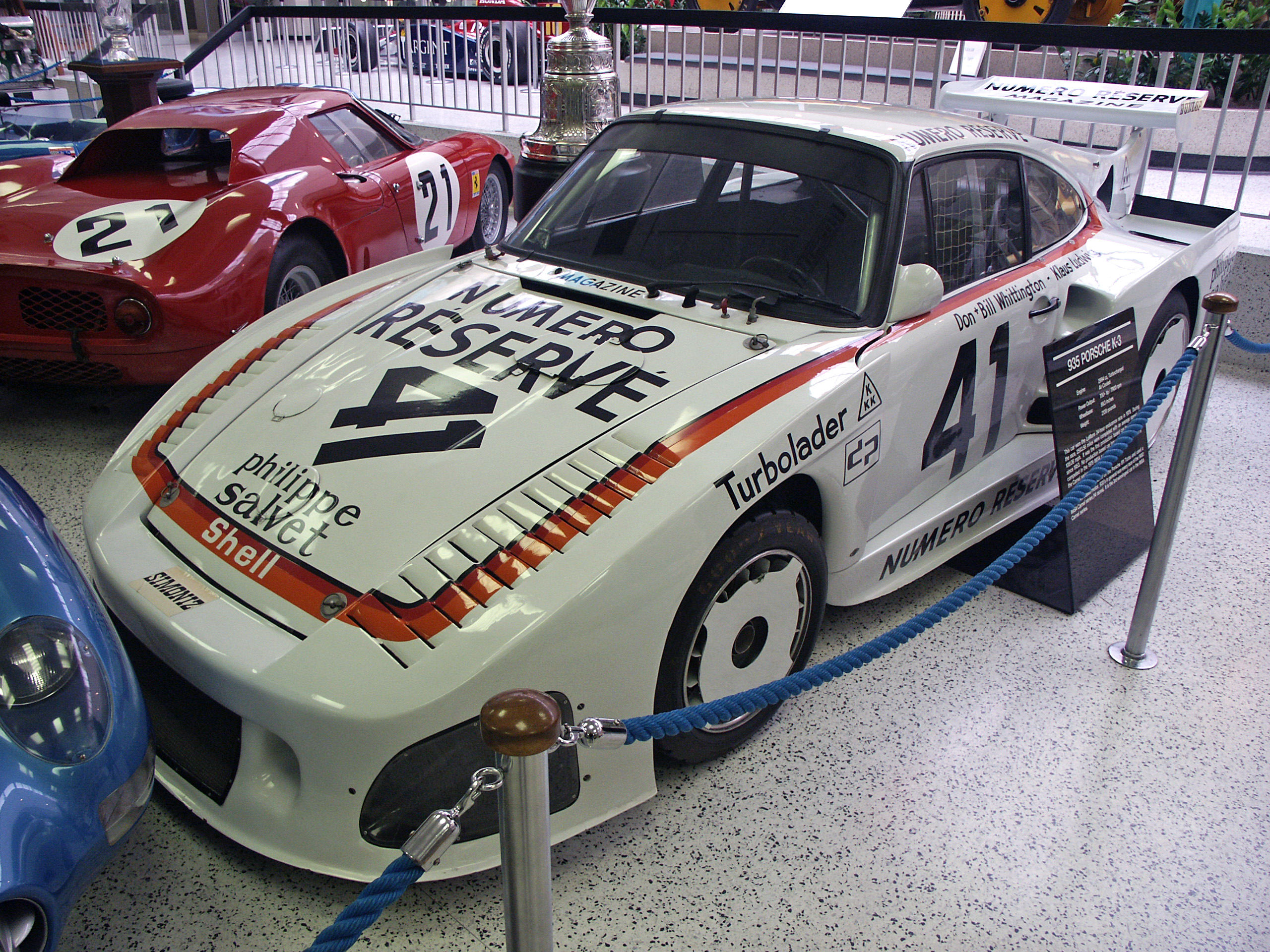
De Porsche 935, waarmee Whittington in 1979 de 24 uur van Le Mans won.

Reginald Donald "Don" Whittington (Lubbock, Texas, 23 januari 1946) is een Amerikaans autocoureur. In 1979 won hij, samen met zijn broer Bill en met Klaus Ludwig, de 24 uur van Le Mans. Zijn andere broer Dale was eveneens autocoureur.

## Carrière
Whittington begon zijn carrière in het vliegtuigracen en nam hierin onder meer deel aan de Reno Air Races. Hij racete tussen 1976 en 1995 met vliegtuigen. Hij behaalde weliswaar nooit een zege, maar hij eindigde wel driemaal op het podium. Hij had echter weinig circuitervaring toen hij, samen met zijn broer Bill, in 1978 zijn debuut maakte in de 24 uur van Le Mans. Zij kwamen hierin uit voor hun eigen team, Whittington Bros. Racing, alhoewel zij met hun Porsche 935 al vroeg in de race uit moesten vallen vanwege een ongeluk. In 1979 namen de broers opnieuw deel aan de race, ditmaal voor Kremer Racing. Samen met Klaus Ludwig behaalden zij in deze editie de overwinning.
In 1980 en 1981 reed Whittington tien races van de NASCAR Winston Cup. Hij werd onder meer negende bij zijn debuut op de Riverside International Raceway en zestiende in de daaropvolgende Daytona 500. In 1980 nam hij deel aan de International Race of Champions. Tussen 1980 en 1985 nam hij ook deel aan de Indianapolis 500, met een zesde plaats in 1982 als beste resultaat. Tot 1984 waren de broers Whittington, samen met Randy Lanier, eigenaar van het Blue Thunder Racing Team. Ook waren zij enige tijd eigenaar van het circuit Road Atlanta.
In 1986 werd Whittington schuldig bevonden aan witwassen, wat samenhing met de activiteiten van zijn broer Bill, die de belasting ontdook en drugs smokkelde van Colombia naar de Verenigde Staten. Don kreeg een celstraf van achttien maanden, terwijl Bill vijftien jaar naar de gevangenis moest en een schadevergoeding van zeven miljoen dollar moest betalen. Naast de broers Whittington waren ook Lanier, John Paul sr. en John Paul jr. betrokken bij het drugssmokkelschandaal van de IMSA dat zich afspeelde in de jaren '80, waarbij een aantal coureurs hun racecarrière konden financieren met het geld dat met de drugssmokkel werd verdiend.
In 2009 sleepte Whittington de Indianapolis Motor Speedway Foundation voor de rechter, omdat hij vond dat hij recht had om zijn Le Mans-winnende Porsche 935 in zijn bezit te hebben. De auto werd in de vroege jaren '80 aan het museum van het circuit gegeven, maar Whittington beweerde dat zij de auto enkel te leen kregen en wilde deze terug hebben. In 2010 kwam deze zaak voor de rechter, die besloot dat de auto gedoneerd was aan het museum en dat het circuit deze mocht behouden.
Na zijn racecarrière werd Whittington eigenaar van World Jet, een fixed-base operator gevestigd bij het Fort Lauderdale Executive Airport.